# オットー・シュトルーベ

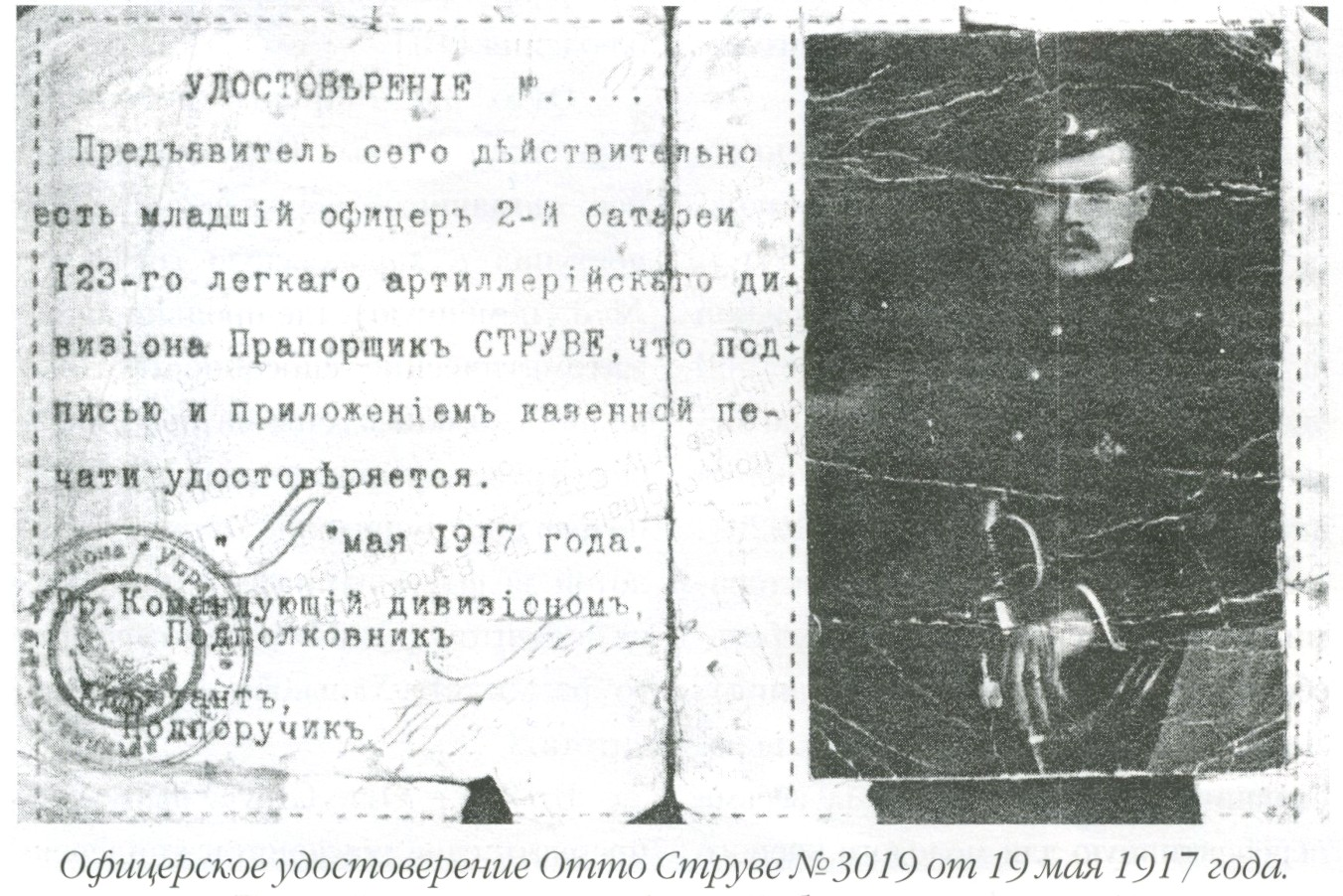
オットー・シュトルーベ

オットー・リュドヴィゴヴィッチ・シュトルーベ（Otto Lyudvigovich Struve, ロシア語 Отто Людвигович Струве, 1897年8月12日 - 1963年4月6日）はロシア生まれのアメリカで活躍した天文学者である。
フリードリッヒ・フォン・シュトルーベ（Friedrich Georg Wilhelm von Struve 、1793-1864）から4代にわたり6人の有名な天文学者をだしたシュトルーベ（ストルーヴェ / ストルーベ / シュトルーヴェ / シュトルーフェ）家 (Struve) の最後の天文学者である。ヤーキス天文台長、国際天文学連合の会長などをつとめた。

## 生涯
| (991) マクドナルダ | 1922年10月24日 |
| (992) スウェージー | 1922年11月14日 |

ハリコフに生まれた。大学在学中に第一次世界大戦がはじまり、徴兵された。さらにロシア革命では、白軍として戦い負傷した。内戦に白軍が敗れると、父親のルドヴィッヒ・シュトルーベと亡命したが父親は1920年にセヴァストポリで死去した。1年半のトルコでの亡命生活中に兄弟も失った。援助を依頼したドイツの叔父ヘルマン・シュトルーベも1920年に死去したが、シカゴ大学所属のヤーキス天文台の所長エドウィン・フロストから仕事をえることができ、アメリカ合衆国に渡り天文学のキャリアを積むことになった。1923年に学位をとり1927年にアメリカ市民権を得た。
特に恒星天文学の分野で多くの業績を挙げ、同時に一般向けの書籍も数多く執筆した。1937年にはぎょしゃ座イプシロン星のモデルをジェラルド・カイパー、ベンクト・ストレームグレンと共に発表して反響を巻き起こし、現在に至る研究の先鞭を付けた。
1932年から15年間ヤーキス天文台の台長を務めた。また、1952年から1955年にかけて国際天文学連合の第10代会長に就任、1959年7月1日にはアメリカ国立電波天文台 (NRAO) の初代台長に就任 (～1961年12月1日)するなど天文学に関わる組織の要職を務めた。
1925年に結婚したが、子供がいなかったため天文学のシュトルーベの家系は絶えることになった。カリフォルニア州バークレーで死去。

## 賞歴
- イギリス王立天文学会ゴールドメダル (1944年)
- ブルース・メダル (1948年)
- ヘンリー・ドレイパー・メダル (1949年)
- ジュール・ジャンサン賞 (1954年)
- ヘンリー・ノリス・ラッセル講師職 (1957年)

## エポニム
- 小惑星：(2227)オットー・シュトルーヴェ (Otto Struve)[4]
- シュトルーヴェ - 月のクレーター。オットー・シュトルーベを含む3人のシュトルーベの功績を記念
- オットー・シュトルーベ望遠鏡（英語版）-マクドナルド天文台の口径2.1m望遠鏡